# Keloholz
Keloholz (kurz Kelo) ist die finnische Bezeichnung für abgestorbenes und natürlich getrocknetes Holz. Eine spezielle Form stellt dabei das Kelohonka dar, das abgestorbene Holz von Kiefern. Kelohonka ist jene Art von Kelo, die üblicherweise für den Hausbau verwendet wird. 

## Entstehung und Vorkommen
Keloholz ist nicht durch Verwitterung entstanden, sondern entsteht durch jahrzehntelange Dehydrierung im trockenkalten Polarklima, nachdem der Baum altersbedingt sein Wachstum eingestellt hat.
Das rindenlose Holz besitzt eine silbergraue Oberfläche, rötliches Kernholz und gilt als edler Exot unter den Nutzhölzern, da es nicht kultiviert wird, sondern nur  in naturbelassenen Wäldern gefunden wird und entsprechend selten ist. Je nördlicher die Kiefer gewachsen ist, desto dunkler ist das Kernholz. Das im Handel befindliche Keloholz stammt meistens  aus  Russland, der Karelischen Republik und nur zu einem kleinen Teil aus Nord-Finnland. Die Bestände in Finnland sind stark zurückgegangen, da es dort jahrhundertelang als Brennholz genutzt wurde.

## Verwendung
Da Keloholz einer jahrzehntelangen natürlichen Trocknung ausgesetzt war, verzieht es sich nicht mehr und ist witterungsbeständig. Daher wird es meist unbehandelt verbaut. Es entspricht aus technischer Sicht darrgetrocknetem Holz. Durch seinen k-Wert (unter 0,6) ist es für Hausverkleidungen und zum Blockhausbau gut geeignet. Eine weitere Anwendung ist der Saunabau.